# R.A.E.-Vickers Transonic Research Rocket
El R.A.E.-Vickers Transonic Research Rocket se desarrolló a partir del Miles M.52, un avión supersónico de investigación británico, un proyecto que se llevó a cabo en máximo secreto entre 1942 y 1945 según una especificación E.24/43 del Ministerio de Abastecimiento. El proyecto fue cancelado porque el Gobierno de turno estaba convencido de que, con la acumulación de datos, se pensaba que era improbable que el avión E.24/43 alcanzara la velocidad del sonido. Las pruebas de maqueta en el túnel de viento aparentemente indicaban una pérdida grave de estabilidad longitudinal a alta velocidad subsónica, como era característico entonces en los aviones existentes. Se tomó la decisión de adquirir experiencia preliminar de vuelo en condiciones transónicas utilizando maquetas a escala sin piloto, propulsadas por cohetes. El Ministerio de Abastecimiento (MOS) formó el Establecimiento de Proyectiles Guiados bajo el mando de W.P. Cooke en Westcott, Buckinghamshire, y el Grupo de Propulsión a Cohete bajo el mando de A.D. Baxter en el RAE, Farnborough. Los trabajos se iniciaron aplicando tecnología alemana, y el Centro Experimental Halstead del MOS supervisaba la explotación comercial.

## Desarrollo

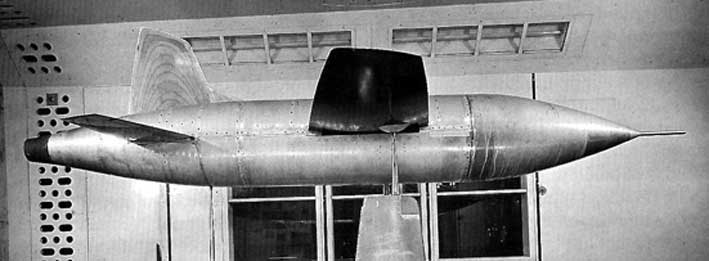
Uno de las maquetas de Vickers sometidas a pruebas en el túnel de viento supersónico en el Royal Aircraft Establishment (RAE), alrededor de 1943.

En 1945 se firmó un contrato con Vickers Armstrong Limited para el diseño y la construcción de varios vehículos de pruebas. A principios de 1946 se canceló el contrato para el E.24/43, ya que se consideró imposible garantizar un escape seguro para el piloto en caso de una eyección de emergencia a alta velocidad. Las dificultades que rodeaban el vuelo a la velocidad del sonido parecían aumentar a medida que aumentaba el conocimiento. En esas circunstancias, se descartó la consideración de una versión mejorada del E.24/43 en favor de maquetas sin piloto que, para la prueba inicial, debían ser versiones a escala 3/10 del diseño del Miles M.52. Por razones de resistencia y estrés, la altitud operativa tenía que ser en la estratosfera, altitud a la que los vehículos de pruebas serían transportados por un avión nodriza, un De Havilland Mosquito.

### Planta motriz
El diseño debía ser propulsado por un motor 'caliente' de peróxido de hidrógeno de 362 kg de empuje, desarrollado en Westcott con características extraídas de la unidad Walter RI 2031209 ATO. Esto dio origen a los motores inspirados en Beta y Gamma MOS. En octubre de 1948, la maqueta del Vickers Transonic voló a 930 mph en vuelo nivelado a 35 000 pies.

### Diseño
El vehículo de pruebas era una maqueta a escala 3/10 del diseño Miles E.24/43, excepto por la omisión de la distintiva entrada de aire anular del avión a escala real. Para mantener el centro de gravedad (cg) fue necesario incluir un gran peso de equilibrio (casi 1/10 del peso total) en la sección más delantera del morro. El diseño estaba aún más restringido por la necesidad de mantener una posición del centro de gravedad constante durante el consumo de combustible. Esto se logró colocando un pequeño depósito delante del ala que contenía un tercio del oxidante total (así como el combustible en el depósito conformado del morro) y ubicando el depósito principal de oxidante por detrás del ala. Otros componentes de gran tamaño se colocaron por delante y por detrás del ala. En el espacio debajo y encima de la sección central del ala se ubicaron las tuberías de aire, combustible, oxidante y aire caliente, el transmisor de telemetría, los instrumentos y las baterías, así como el piloto automático, el reloj de sincronización, los fusibles de los terminales del cableado y las conexiones mediante las cuales se transportaba el vehículo de pruebas en el avión nodriza. La sección trasera albergaba la cámara de combustión, el transpondedor de radar, el fluido productor de humo, los instrumentos y osciladores para la presión de la cámara de combustión y el ángulo del plano de cola, los servos y el mecanismo de picado para el plano de cola que, junto con el empenaje direccional fijo, se instalaron previamente en la parte inferior del cuerpo. El ala de una sola pieza era de caoba con inserciones de Dural en los bordes de ataque y de salida; era de sección biconvexa y de planta trapezoidal con una línea de media cuerda sin aflechamiento. Los insertos de Dural formaron un conveniente sistema dipolo-antena para la unidad de telemetría (una disposición similar en el plano de cola servía al transpondedor de radar).

## Historia operacional
Lista de vehículos de pruebas en orden cronológico:
A1
Completo. En el último vuelo de verificación antes del lanzamiento real, el avión nodriza entró en una tormenta a 22 000 pies. Cuando se recuperaron las condiciones suaves a unos 8000 pies, el vehículo de pruebas A1, que transportaba todos los prototipos de instrumentos y equipos, se había separado del avión y desaparecido bajo las aguas del canal de Bristol. 30 de mayo de 1947.
A2
Completo. Primer lanzamiento: el motor cohete no se encendió, 8 de octubre de 1947.
A9
Fuselaje. Pruebas de arranque del motor cohete. Lanzado desde 35 000 pies, encendió. 29 de febrero de 1948.
A8
Fuselaje. Pruebas de arranque del motor cohete. Lanzado desde 35 000 pies, no encendió. 29 de febrero de 1948.
A12
Fuselaje. Pruebas de arranque del motor cohete. Lanzado desde 25 000 pies, ignición encendida. 5 de marzo de 1948.
A11
Fuselaje. Pruebas de arranque del motor cohete. Lanzado desde 25 000 pies, ignición encendida. 7 de junio de 1948.
A10
Fuselaje. Pruebas de arranque del motor cohete. Lanzado desde 35 000 pies, explosión en la cola. 9 de junio de 1948.
A3
Completo. Pruebas de arranque del motor cohete. Lanzado desde 35 000 pies, exitoso. 9 de octubre de 1948.

## Especificaciones
Referencia datos: Brown

### Características generales
- Longitud: 2,6 m (8,4 ft) (30 % de la escala del M.52)
- Envergadura: 2,7 m (8,9 ft) (30 % de la escala del M.52)
- Perfil alar: raíz: Biconvex 7,5 %; punta:  Biconvex 4,9 % (M.52)[4]
- Planta motriz: 1× motor cohete de combustible líquido Rocket Propulsion Establishment.

## Aeronaves relacionadas

### Aeronaves similares
- Bell X-1
- Miles M.52